# 레스터 시티 FC
레스터 시티 풋볼 클럽(영어: Leicester City Football Club, 레스터 시티 축구단)은 레스터를 연고지로 하는 잉글랜드의 프로 축구 클럽이다. 현재 잉글랜드 축구의 2부 리그인 EFL 챔피언십에 참가하고 있다. 2015-16 시즌에는 구단 역사상 처음으로 프리미어리그 우승을 기록했고, 2020-21 시즌에는 첼시를 꺾고 구단 역사상 첫번째 FA컵 우승을 달성했다. 풋볼 리그 컵에서는 세 번 우승하였고, 풋볼 리그 챔피언십으로 개편되기 전의 2부 리그에서는 6회의 우승 기록을 가지고 있다.
레스터 시티는 1884년에 레스터 파스(Leicester Fosse)라는 이름으로 만들어졌고, 파스 로드(Fosse Road) 근처의 경기장에서 경기를 하였다. 1891년에 필버트 스트리트(Filbert Street) 구장으로 옮겨 거의 111년간 홈구장으로 사용해왔다. 2002년에는 근처의 워커스 스타디움(Walkers Stadium)으로 옮겼고, 해당 구장은 2011년 구단 소유권 이전에 따라 킹 파워 스타디움으로 이름을 바꾸었다.
현재 감독은 뤼트 판 니스텔로이이며 주장은 공개되지 않음이다.

## 역사

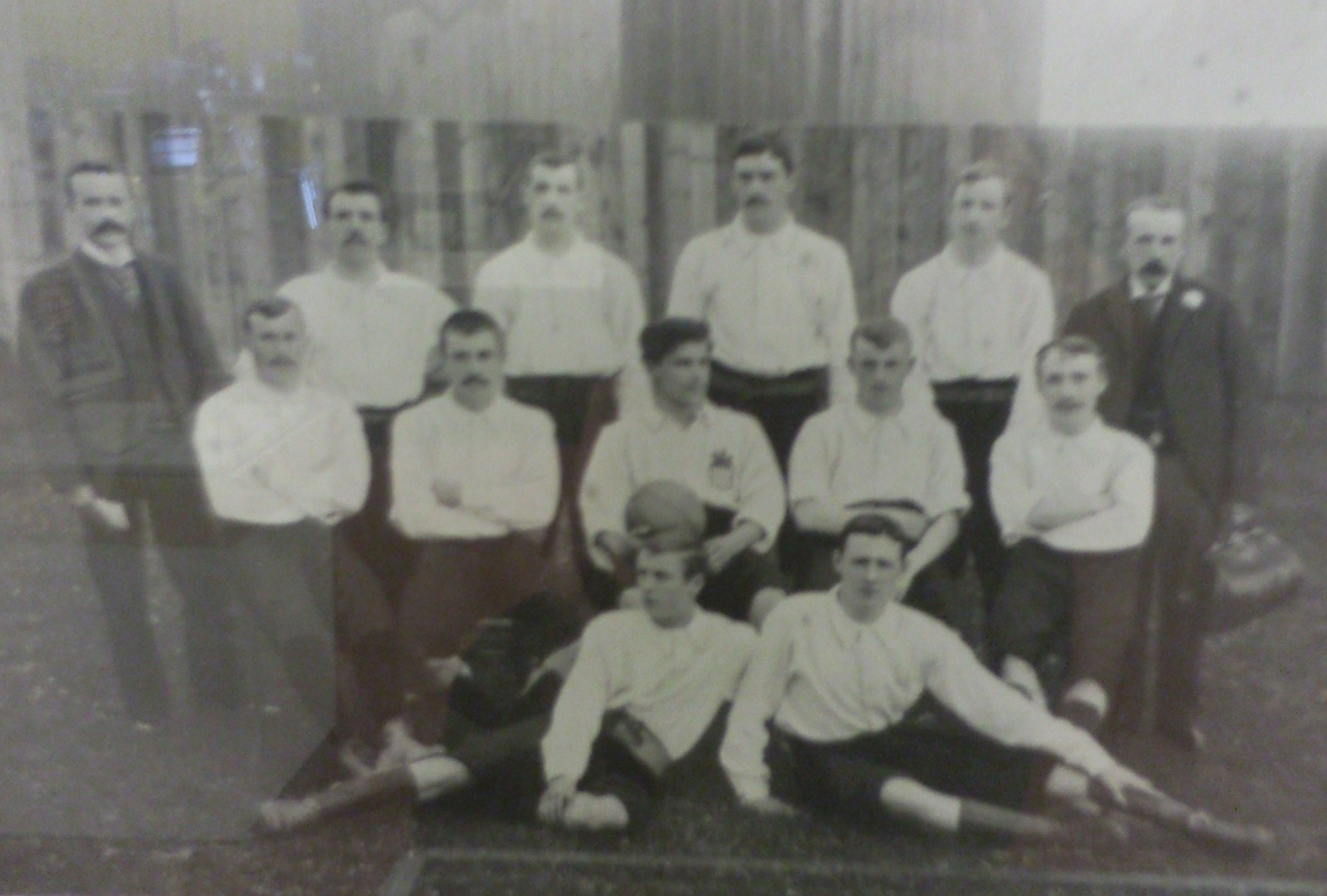
1892년의 레스터 파스

### 창단
레스터 시티는 1884년에 레스터 파스(Leicester Fosse)라는 이름으로 설립되어 레스터 지역의 파스 로드(Fosse Road) 옆의 경기장을 홈구장으로 이용했다.
1890년에 잉글랜드 축구 협회에 가입하였다. 1891년에 필버트 스트리트로 홈구장을 옮기기 전에는 도심 남동쪽의 빅토리아 파크(Victoria Park)와 벨그레이브 로드 사이클 및 크리켓 경기장(Belgrave Road Cycle and Cricket Ground)등의 5곳을 홈구장으로 사용했었다.
같은 해에 레스터 시티는 미들랜드 리그(Midland League)에 참가하였고, 1894년에 미들랜드 리그 준우승을 하게 되면서 풋볼 리그의 2부 리그에 선출되었다.
레스터의 풋볼 리그 첫 경기는 그림스비 타운과의 경기로, 3-4로 패하였다. 첫 번째 리그 승리는 홈에서 로더럼 유나이티드과의 경기였다.
또 같은 시즌에 지금까지도 클럽 역사상 최다 점수차승 기록으로 남아 있는 13-0 승리가 FA 컵에서 노츠 올림픽과의 예선전에서 기록되었다.
1907-08시즌에 2부리그 준우승을 하며 1908-09시즌엔 1부리그로 승격하게 되었다. 그러나 단 한 시즌만에 리그 최다 점수차 패인 노팅엄 포레스트와의 0-12 경기를 겪으며 다시 강등되었다.
1919년에 제1차 세계 대전으로 인하여 중지되었던 리그가 재개되고, 재정상의 어려움 때문에 레스터 파스는 레스터 시티 FC로 재조직되었다.
이는 레스터 보로 (Leicesterborough) 가 레스터 시로 승격하게 됨으로써 얻은 결과이다. 명칭의 변경 후에, 20년대에는 1924-25시즌의 2부리그 우승을 하였고, 1928-29시즌에는 클럽 역사상 최고 성적인 1부리그 준우승을 하며,어느 정도의 성공가도를 달려왔다.
그러나 30년대인 1934-35시즌에는 2부리그로 강등되었다가, 1936-37시즌엔 승격을 하고, 1938-39시즌엔 다시 강등을 하며 30년대를 마무리짓는다.

레스터 시티 FC의 연간 실적

### 제2차 세계대전이후
1949년에 레스터시티는 FA 컵 결승에 처음으로 오르게 되었다. 결승전에서 울버햄프턴에게 1-3으로 패배하며 준우승에 머물렀다. 그러나 1주일 후에 레스터 시티는 시즌의 마지막 날의 무승부로 2부리그에서 살아남은 것을 축하하였다. 1954년에는 2부리그 우승을 하였다. 비록 다음 시즌에는 다시 강등하긴 하였지만, 1957년에 다시 1부리그에 등장하였다.
이후 1969년까지 레스터 시티는 클럽 역사상 가장 오랫동안 1부리그에서 리그를 진행하였다.
클럽 역사상 가장 성공적인 감독으로 꼽히는 맷 길리스의 운영 아래, 레스터는 1961년과 1963년의 FA 컵 결승에 두번 올라갔지만, 모두 패하고 말았다.
1961년에는 더블을 기록한 토트넘에게 패하여서 다음 시즌인 1961-62시즌에는 UEFA 컵위너스컵에 진출하기도 하였다.
1963년에 1부리그 4위를 기록했는데, 이는 클럽의 전후 최고 성적이었다. 1964년에는 리그컵에서 스토크 시티를 4-3으로 누르고 최초의 우승컵을 들어올리게 되었다.
다음 해에 리그컵 결승에 다시 한번 올라갔지만 첼시에 패배하며 준우승에 머물렀다. 그 후 맷 길리스는 1968년 11월에 사임하였다.
그 뒤를 이은 프랭크 오패럴은 팀의 강등을 막을 수 없었고, 팀은 마지막 FA컵 결승에 올랐지만, 맨체스터 시티에 패하고 만다.
1971년에 레스터는 다시 1부리그로 승격한다. 그리고 채리티 실드에서 리버풀과 대결하게 되었다.
이상하게도 1부리그 우승 팀인 아스널의 유럽 대회에서의 제재 때문에, 2부리그 우승 팀인 레스터가 채리티 실드에 나가게 된 것이다.
레스터는 FA컵 우승 팀인 리버풀을 1-0으로 꺾고 최초의 채리티 실드 우승을 한다. 1974년에는 FA컵 준결승전까지 오르게 된다.
50년대 후반에서 60년대 중반까지 레스터시티에서 선수로 성공적인 시기를 보냈던 프랭크 맥린토크가 지미 블룸필드의 뒤를 이어 1977-78시즌을 맡게 되었다.
그 결과 팀은 강등되고 감독은 사임하게 되었다. 그는 레스터시티의 최악의 감독중 하나로 여겨지고 있다. 스코틀랜드의 성공적인 감독이었던 작 월리스가 레스터 시티를 맡았고 1979-80시즌에 팀을 2부리그 우승에 올려놓았다.
하지만 불행하게도 1부리그에 잔류는 성공하지 못하였다. 그렇지만 1982년에는 FA컵 4강에 오르기도 하였다. 월리스 감독 하에서, 레스터시티의 가장 유명한 지역선수인 게리 리네커가 등장하였다.
레스터의 다음 감독은 고든 밀네였는데 1983년에 1부리그 승격을 이룬 감독이었다. 리네커는 팀을 1부리그에 잔류시키는 것을 도왔으나, 1985년에 에버턴으로 이적되었고, 팀은 2년 후에 2부리그로 강등되었다.
밀네는 1986년에 팀을 떠났고, 1987년에는 데이빗 플리트가 감독으로 부임하였다. 그는 1991년 1월에 있었던 경기에서 패배 후에 팀을 떠났는데, 그때 팀 순위는 꼴찌에서 4위였다.
고든 리가 시즌 마지막까지 맡아서 이끌어갔다. 팀은 패하면 강등하게 되는 마지막 경기를 승리하며 2부리그 잔류를 확실히 하였다.

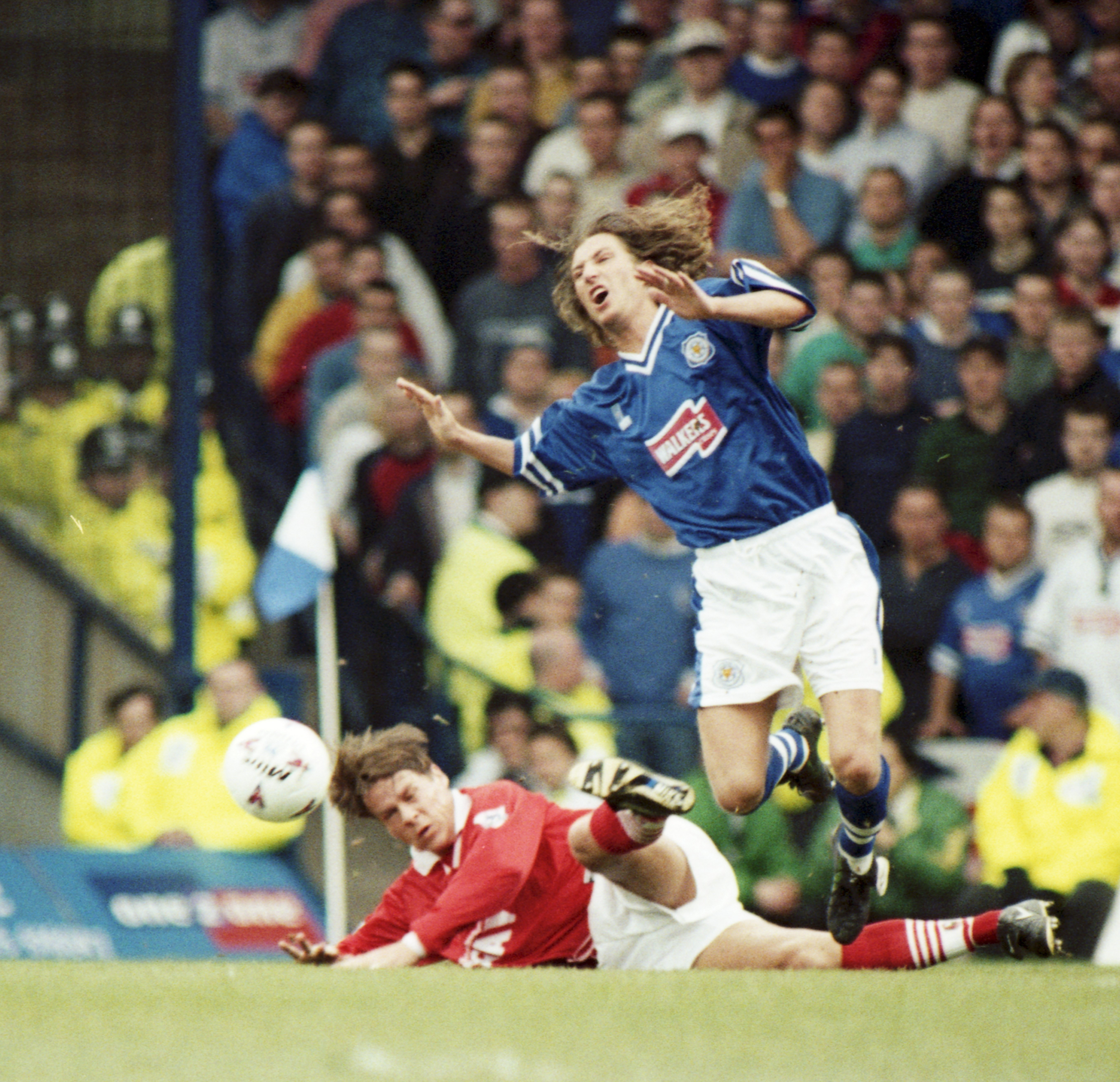
1997-98 시즌의 로비 세비지가 반즐리 FC 상대로 경기를 뛰고 있다.

프리미어리그가 설립된 1992년 이후에 레스터는 프리미어리그로의 승격을 하기 위해 노력하였다.
1991년부터 감독직을 맡은 브라이언 리틀은 1991-92시즌 마지막에 승격 플레이오프 결승전에 올랐다.
그러나 전 레스터시티 선수였던 마이크 뉴웰이 페널티킥을 성공시키면서 블랙번 로버스가 프리미어리그에 진출하게 되었다.
1년 후에 레스터시티는 스윈던 타운과의 플레이오프 최종 결승전에서 3-0으로 뒤지던 경기를 3-3으로 동점까지 만들어 놓았지만 결국 4-3으로 지고 말았다.
1994년의 세 번째 기회에서는 지역 라이벌인 더비 카운티를 2-1로 누르고 승리하였다.
브라이언 리틀은 레스터의 감독직을 사퇴하고 11월에 애스턴 빌라로 옮겼다. 그의 후임자인 마크 맥기는 1994-95시즌에 팀이 강등되는 것을 막지 못하였다.
마크 맥기는 1995년 12월에 급작스럽게 팀을 떠나 울버햄프턴 원더러스로 옮겼다.
다음 감독인 마틴 오닐은 1995-96시즌에 1부리그 승격 플레이오프에 진출하였고 크리스털 팰리스를 2-1로 물리치고 다시 한번 프리미어리그에 참가하게 되었다.
오닐 감독은 1997년과 2000년에 리그컵을 두번 우승하였고, 1999년엔 준우승을 하였다. 이는 클럽이 1998년과 2001년에 UEFA 컵에 진출하게 되었다는 의미이다.
1961년에 처음 유럽 대회에 나간 이후에 37년만의 성과였다. 마틴 오닐 감독 시절인 1990~2000년대 초는 레스터의 전성기였다.

### 2000년대 초, 레스터 시티의 쇠퇴
오닐이 2000년 6월에 셀틱으로 옮겨가고 뒤를 이은 감독은 전 잉글랜드 21세이하 대표팀 코치였던 피터 테일러였다.
이 때에 많은 선수들이 팀을 떠났고, 이적 시장에서의 좋지 못한 결과는 리그 결과에도 반영되어 팀의 성적은 점점 안좋아지고 결국 테일러는 팀을 사직하게 되었다. 그 뒤를 이은 감독들 역시 팀의 강등을 막지는 못하였다.
레스터 시티는 필버트 스트리트의 마지막 시즌을 보내고 나서 2002-03시즌부터는 32,500여 명 규모의 킹 파워 스타디움으로 이전하였다.
2002년 10월에 3천만 파운드의 빚과 함께 경영관리에 들어가게 되었다. 그 이유는 TV 중계로의 손실, 높은 세금, 선수들의 이적료와 새 경기장을 짓기 위한 3천7백만 파운드의 건설비가 주된 이유였다.
미키 아담스 감독은 팀을 디비전 원의 2위 자리에 올려 놓아 다음 시즌 프리미어리그로 자동 승격을 하게 되었다.
팀은 프리미어리그에서 한 시즌만을 보낸 뒤에 새롭게 명칭을 고친 풋볼 리그 챔피언십으로 강등되었다.
팀의 채무로 인한 재편성의 대응으로 풋볼 리그는 10점의 벌점을 주고 시즌을 시작하게 하였다.
2006년 10월에 포츠머스의 전 회장인 밀란 만다리치가 클럽을 구매하는 것에 흥미가 있다 헀지만, 2007년 1월에야 경영권 취득이 가능하다고 하였다.
클럽의 공시가격은 약 6백만 파운드에 선수들의 몸값은 대략 4백2십만 파운드였다. 10월 30일에 만다리치가 회의를 열고 2천5백만 파운드의 투자를 할 것이라고 하였다.
11월 18일에의 위원회의에서 위원회는 만다리치에게 공식 권한을 주기로 결정하였다.
12월 16일에 레스터 라디오 방송에서 비록 만다리치의 자문단이 이 요구를 거절하긴 했지만, 만다리치의 거래는 매우 불확실하게 보인다고 말하며 협상은 아직도 진행 중이라고 하였다.
2007년 1월 2일에 지역신문인 레스터 머큐리는 협상이 매우 활발하며 조만간 몇주 내에 해결될 것이라고 보도했다.
2007년 1월 15일에 레스터 머큐리는 협상이 거의 성사되었다고 전하였다.
만다라치의 어머니의 건강에 문제가 생겨 연기되다가 2007년 2월 13일에 공식적으로 인수가 발표되었다.
2007년 4월 11일에 로버트 켈리가 감독직을 사퇴하고 나이젤 워싱턴이 임시 감독직을 맡았다.
워싱턴은 팀의 강등을 막았지만, 팀은 정식 감독 제안을 해 오지 않았다. 그래서 그는 공석이었던 북아일랜드 감독으로 떠났다.
2007년 5월 25일에 팀은 MK 던스의 감독이었던 마틴 앨런을 3년 계약의 감독으로 뽑았다고 발표하였다.
그러나 앨런과 구단주와의 관계가 좋지 않아 4경기 후에 쌍방의 동의로 감독직을 그만두게 되었다.
2007년 들어 아홉 명의 감독이 바뀌고 (임시 감독직 5명 포함) 2007년 11월 22일에 이언 할러웨이가 감독으로 부임해왔다.
그는 50여년의 레스터시티 감독 중에 첫 경기를 승리한 최초의 감독이었다.
2007-08 시즌을 리그 22위로 마감해 클럽 역사상 최초로 3부 리그로 강등당했다.

### 프리미어리그승격
2008-09 시즌, 3부 리그 풋볼 리그 원에서 우승해 챔피언십으로 승격했다.
2011년, 소유주 밀란 만다라치가 면세점 킹 파워 그룹(King Power Group)에게 팔아 킹파워는 레스터를 소유하게 되면서 경기장의 이름도 워커스 스타디움에서 킹 파워 스타디움으로 바뀐다.
이후 나이젤 피어슨 감독이 지휘를 맡다가, 드디어 구단 자체 승점 신기록 점수인 102점이라는 엄청난 점수로 2013-14 풋볼리그 챔피언십에서 우승을 차지하였다. 프리미어리그 승격 이후, 팬들은 승격의 감동과 잔류의 의지를 많이 내비쳤다.
하지만 승급 이후, 프리미어리그 2014-15 시즌 초반 내내 강등권 순위를 유지했다. 그러나 리그 후반기에 웨스트햄, 웨스트 브롬, 스완지,
번리, 뉴캐슬, 사우샘프턴을 차례로 꺾고 5월 16일 선덜랜드와 무승부를 기록하며 총 9경기 7승 1무 1패, 14위로 프리미어리그 잔류를 극적으로 확정지었다.

### 프리미어리그 2015-16우승

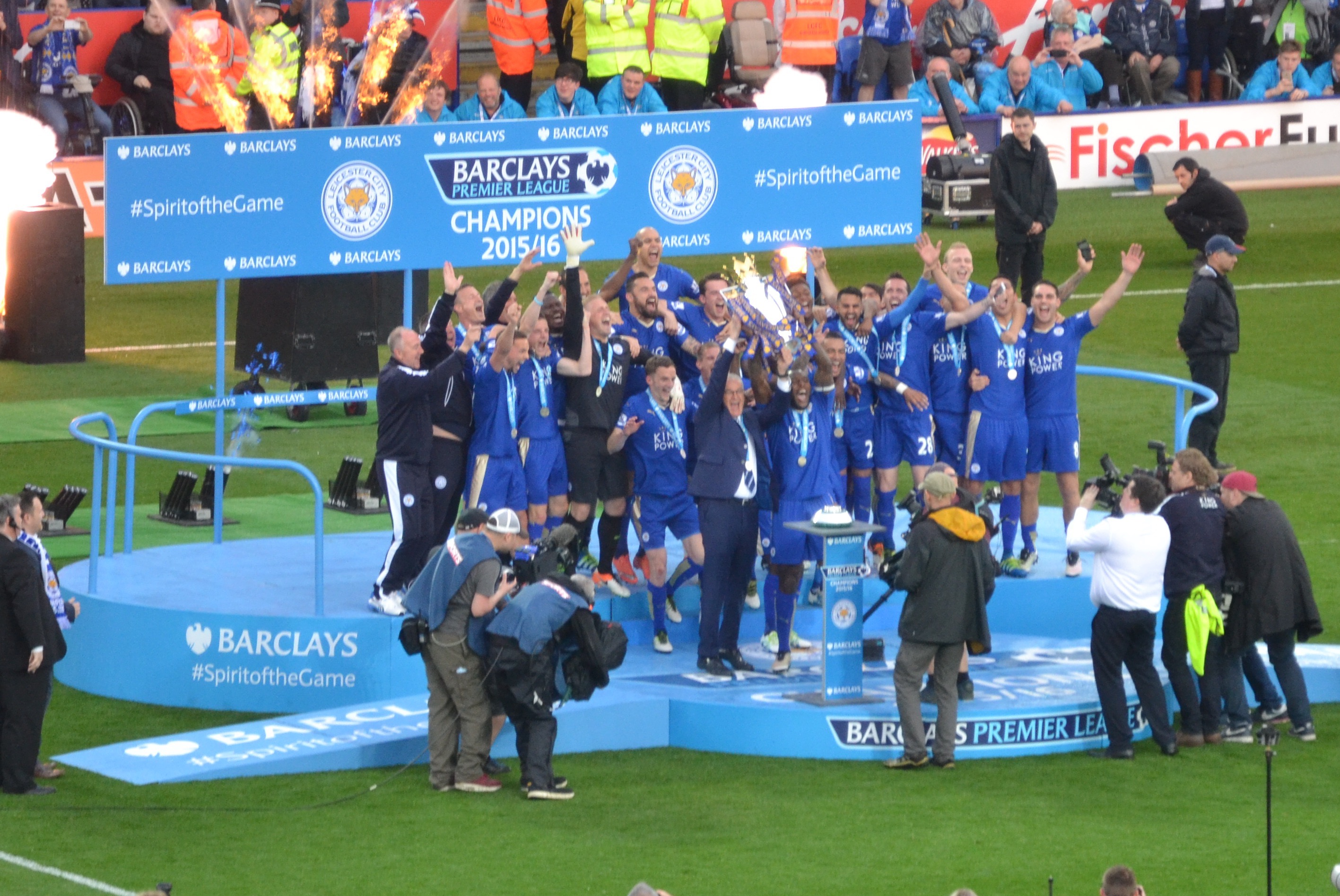
레스터 시티 선수들이 우승 트로피를 들고 있다.

2015-16 시즌을 앞두고 클라우디오 라니에리 감독을 팀의 새 감독으로 선임하였다.
리그가 개막한 후 맨체스터 유나이티드와의 경기에서 11경기 연속골을 기록하며 반 니스텔루이의 10여년 전의 프리미어리그 10경기 연속골 기록을 경신한 제이미 바디 등의 활약으로 높은 위치의 순위를 유지하였으며,
2015년 12월 19일 에버턴과의 경기에서 승리한 후에는 리그 1위로 올라섰다.
이 때 당시만 하여도 아직까지도 레스터를 비아냥대며 거품이 빠지듯 내려앉을 것이라고 하는 사람들이 많았었다.
2016년 4월 10일에는 선덜랜드전 승리로 구단 역사상 최초로 UEFA 챔피언스리그 출전을 확정지었다.
5월 1일 맨체스터 유나이티드와의 경기에서 1:1 무승부를 기록한 후인 5월 2일, 2위 토트넘 홋스퍼가 첼시에 승리를 거두는데 실패했다.
이로써 레스터의 2015-16 프리미어리그 우승이 최종 확정되었다.
이는 프리미어리그로 승격한지 2년 만에 차지한 우승이자, 1885년에 설립을 한 이래 구단 창단 132년만의 첫 최상위 리그 우승하면서 87년만에 신기록을 세웠다.
리그 막판에 첼시가 토트넘 핫스퍼와의 경기에서, 첼시의 에당 아자르가 극적인 동점골을 올리며 2-2 무승부를 거뒀으며, 이 경기는 곧 레스터의 우승을 의미했다.
그 후, 시즌 최종전인 첼시와의 경기에서 레스터 시티의 팬들은 "아자르는 우리 편"이라는 구호를 외쳐주었고, 양 팀 팬들은 서로를 응원해주며 축하해 주었다.
최종전 결과는 1:1로 비겼으며, 리그에서의 마지막 득점의 주인공은 대니 드링크워터가 되었다.
프리 시즌 인터내셔널 챔피언스 컵 대회에서, 셀틱, PSG, FC 바르셀로나와의 경기를 치루었다.
각각의 경기는 1:1 (승부차기 5:4 승리), 4:0 패배, 4:2 패배를 거두었다.
대회를 마친 후 2016-17시즌 프리미어리그 개막전인 헐시티 AFC와의 경기에서 많은 찬스가 있었으나,
골 결정력, 신입 선수와 기존 선수와의 호흡, 적응 기간이 짧은 등 문제를 드러내며 원정 경기에서 1:2로 패배하였다.
2015-16시즌 프리미어리그가 끝난 이래 공식 경기 5경기 1무(승부차기 승) 4패 5득점 13실점이라는 다소 챔피언으로서의 위상이 흔들렸다.
그럼에도 신입 선수의 뛰어난 기량과 전술적 이해 능력이 순간순간 엿보인 경기였고, 2016-17시즌도 충분한 성적과 기대를 팬들로부터 할 수 있도록 하게 만들었다.
이 날 경기 전에, 라니에리 감독은 저번 시즌과 동일한 승점 40점(잔류 가능한 최소 승점)이 목표이며, 여러 이적설에 휘말리고 있는 리야드 마레즈는 자신과 함께 할 것이라며(잔류할 것) 인터뷰를 마쳤다.
제이미 바디의 이야기를 바탕으로 한 영화 제작도 계획되어 있다고 한다.

### 2016-현재
2016-17 시즌 초반부터 불안한 모습을 보여 레스터는 하위권에 머물렀다. 결국 2017년 2월 23일, 라니에리 감독은 레스터로부터 경질당했다. 당시 레스터는 17위였으며 강등권인 18위 헐 시티보다 승점 1점이 높은 상황으로 강등 위기에 처했다.

일단 라니에리가 경질된 배경 - 레스터가 우승했던 전 시즌 1516시즌에는 라니에리가 레스터의 주포 제이미바디의 침투 + 라인 브레이킹 능력과 레스터 자체의 역습을 극대화시킨, 점유율 버린 4-4-2 선수비 후역습 전술을 쓰며 재미를 많이 봤다.
하지만 다음시즌부터 4-4-2 역습전술 거의 안먹힌다.. 상대팀들이 전력분석 다하고 특히 중,하위권 팀들은 오히려 역으로 레스터상대로 내려앉아서 상대하고 카운터치고...
그리고 주포 제이미 바디랑 에이스 마레즈를 아예 봉쇄해버렸다. 전 시즌 중원의 사령관 캉테는 첼시이적. 그 자리를 남팔리스 멘디가 왔지만 첫경기 아스날전부터 부상당함. 물론 그뒤로 아마티가 잘 메워줬고 겨울 이적시장 에서는 은디디까지 영입하며 잘 보강했지만..
중하위권팀들상대로 너무 무기력하게 지고, 특히 바디는 아예 상대수비가 눌러앉으면 아무것도 못하는지라.. 1617시즌때 바디 못했다고들 하는데 카운터어택에 특화된 바디도(지금은 연계도 많이 좋아진 바디) 여전히 역습상황에서는 위협적인 모습 보여줌. 특히 홈 스완지전이랑 맨시티전 보면 역습상황에서 득점. 바디의 시즌스탯은 15골 7도움. 맨시티 상대로 해트트릭도 하고 챔스16강, 8강에서 모두 득점을 올리며 레스터의 간판임을 증명했다.
본론으로 가자면 라니에리는 일단 전술 변화를 가져간다.
기존 전술인 4-4-2를 필두로 나서지만 개막전부터 승격팀 헐시티한테 지고, 그뒤로도 특히 중, 중하위권, 하위권팀들한테 발목을 많이 잡혔다. WBA(홈), 왓포드(원정), 선덜랜드(원정), 본머스(원정), 번리(원정),  사우스햄튼(원정), 스완지시티(원정).. 진짜 답이없다. 맨유한테도 2번다지고 첼시한테도 2번다지고..
1.전술변화 대실패
라니에리는 기존 4-4-2 전술이 안통하자 4-2-3-1, 3-5-2, 마레즈를 공미로 세우는 4-3-1-2, 4-3-3등 다양한 전술변화를 시도했다. 하지만 대실패.
특히 점유율 가져가려다가 진 경기들이 많았다.(점유율 가져오지도 못함) 레스터 최대 강점인 역습은 거의 나오지도않고.. 스트라이커 바디는 상대 집중견제에 아예 고립되고..
차라리 전 시즌처럼 끝까지 계속 카운터 어택전술으로 갔어야했다.
2. FA컵 16강에서 3부리그 밀월에게 패배+강등권추락+챔스16강 1차전패배
첼시,사우샘튼,번리,맨유,스완지한테 리그에서 연달아져서 강등권 18위 추락이 제일 컸다. 원정경기 무승에 FA컵에서는 3부리그 밀월한테 무기력하게 지고, 그리고 챔피언스리그 16강 1차전 세비야 원정에서도 지고.
앞으로 리버풀, 세비야와 연달아 만나는 상황에서 분위기반전이 필요했다. 레스터 보드진들도 많이 참았다진짜:;:; 아무리 전시즌 우승시켜준 감독이라도, 지금도 라니에리 존경하지만. 냉정한 프로의 세계에서 자비는 없다.
저 당시 레스터 풀경기 보면 알겠지만 진짜 경기력이 최악중에 최악이었다. 레스터특유의 카운터어땍은 1도안나오고. 오히려 공점유 애매하게 하려다 역으로 카운터맞고 실점하는게 부지 기수였다.
챔스16강1차전 패배후 라니에리 경질하고 수석코치 셰익스피어를 대행으로 앉힌다.
셰익스피어는 레스터의 역습축구를 그 누구보다 잘안다. 예전 2부시절부터 레스터 코치있었음.
경질후 셰익스피어 대행체제에서 처음 맞이한건 리버풀. 리버풀을 상대로 다시 4-4-2 전술을 필두로 아예 내려앉아서 레스터 특유의 카운터어택을 중심으로 공격전개를 했다.
바디도 2골 넣어서 부활했는데 첫골보면 리버풀 수비라인이 하프라인근처까지 올린틈을 타 올브라이튼 패스받아서 득점.
진정한 레스터식 카운터어택이 드디어 나왔다. 이경기 점유울이 레스터27 리버풀73이었고, 그만큼 레스터가 젤 잘하는 축구를 효율적으로 했다.
리버풀전 3-1 승리로 레스터는 반등에 성공하고 기세를 몰아 세비야도 잡고 챔피언스리그 8강에 진출했고 리그에서도 잔류에 성공했다.
바디가 전술상으로 완벽히 되살아난걸 알 수 있는 것이 헐시티전 동료 푸흐스가 상대 자책골 유도할 때 건네준패스도 라인깨고 들어간거고.,WBA원정가서 넣은골도 그렇고.. 크리스탈팰리스 원정가서도 카운터어택으로 골넣고.. 바디는 진짜 역습에 가장특화된 스트라이커이다.
라니에리의 바뀐 전술에서는 상대수비의 집중 견제와 마크로 봉쇄수준 이었던 바디는 셰익스피어의 카운터 전술에서 자기의 진가를 발휘했다.
또다른 에이스인 마레즈도 못했다고 하는데 경기도 안보는것들이 지껄일 소리는 아니다.
리그스탯은 전시즌 보다 훨 떨어졌지만 챔스에서 마레즈의 공이 컸다. 거의 멱살 캐리로 레스터챔스 조별통과하고 16강 진출에 큰 공헌했다.
전 시즌 보다 리그에서 드리블스탯이 현저히 떨어졌는데 상대가 마레즈 공잡으면 기본2-3명붙고 거의 봉쇄해버렸다.덕분에 레스터공격은 단조로워지고..
저 당시 네이버해축에 레스터 찌라시 거짓선동질때문에 아직도 잘못 알고있는 사람들이 대다수다.
라니에리도 훗날 태업설은 사실이 아니라며 직접 부인했다.
지난 시즌은 다시 찾아올 수 없는 경험이다.
레스터 시티는 후임 사령탑이 결정될 때까지 크레이그 셰익스피어 코치와 마이크 스토웰 코치가 공동으로 감독대행을 맡았다. 부임 첫 경기인 리버풀과의 경기에서 3-1 승리를 거두고, 헐 시티 전도 3-1를 승리를 거두는 등 좋은 모습을 보여 정식 감독으로 승격시켰다. 하지만, 2017-18 시즌에서 성적 부진을 이유로 4개월 만에 경질당했고, 수석 코치인 마이클 애플턴 코치가 감독대행을 맡았다.
그리고 2017년 10월 25일 레스터는 전 사우샘프턴 FC 감독인 클로드 퓌엘 감독이 새로운 사령탑이 됐다. 계약기간은 2020년 6월까지다. 부임 후, 8경기를 5승 2무 1패로 마쳐 2017-18 시즌을 9위로 마무리 짓는다. 하지만, 이후 형편없는 경기력으로 실망을 주었고, 크리스털 팰리스와의 홈경기에서 4-1로 대패한 후, 2019년 2월 24일 경질했다. 2월 26일 크로드 퓌엘 감독의 후임으로 셀틱, 리버풀 등의 팀을 맡았던 브렌던 로저스가 부임했다.

#### 레스터 시티 헬기 추락 사고
2018년 10월 27일, 레스터 시티의 구단주 위차이 시와타나쁘라파의 헬기가 킹 파워 스타디움 인근에 추락해 구단주를 포함한 탑승자 5명 전원이 사망했다.

## 클럽 상징

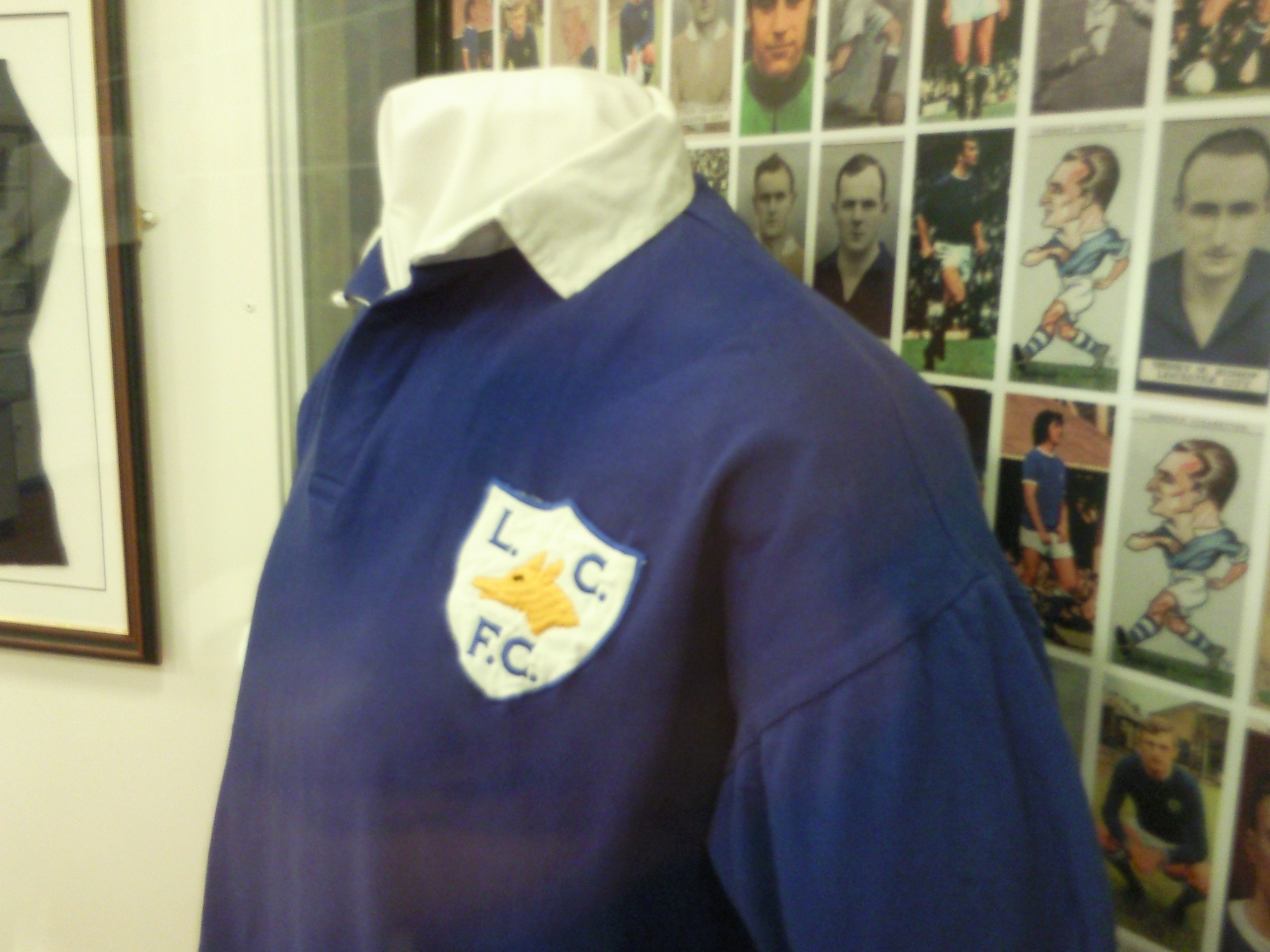
1948년 입었던 홈 유니폼 상의

레스터의 홈 유니폼은 로얄 블루색을 바탕으로 한다. 1983년 레스터 시티는 후원사 'Ind Coope'의 로고를 유니폼에 달고 뛰었다. 또 영국의 제과업체인 워커스 크리스프는 1987년부터 2001년까지 후원하며 오랜 인연을 맺었다.
문양에 양지꽃 문양 도안에 여우의 머리가 그려져있는 모습은 1992년부터 꾸준히 사용됐다. 양지꽃은 레스터의 문장이기도 하다. 2009-10 시즌에 레스터 시티의 125주년을 기념하는 문양을 유니폼에 달고 뛰기도 했다. 홈 유니폼에 모든 스폰서 로고를 빼고 중앙에 125주년 문양만 달았다.

### 별명
레스터는 주요 별명으로 "The Foxes"(여우들), "The Blues", "The City"가 있는데 "The Foxes"가 가장 흔히 쓰이는 레스터의 애칭이다. 1948년 문양에 처음 여우 그림이 넣어졌는데, 레스터셔(Leicestershire)는 여우와 여우 사냥으로 잘 알려져있기 때문이다. 이런 것들이 레스터의 애칭이 "The Foxes"가 된 큰 이유다.

### 마스코트

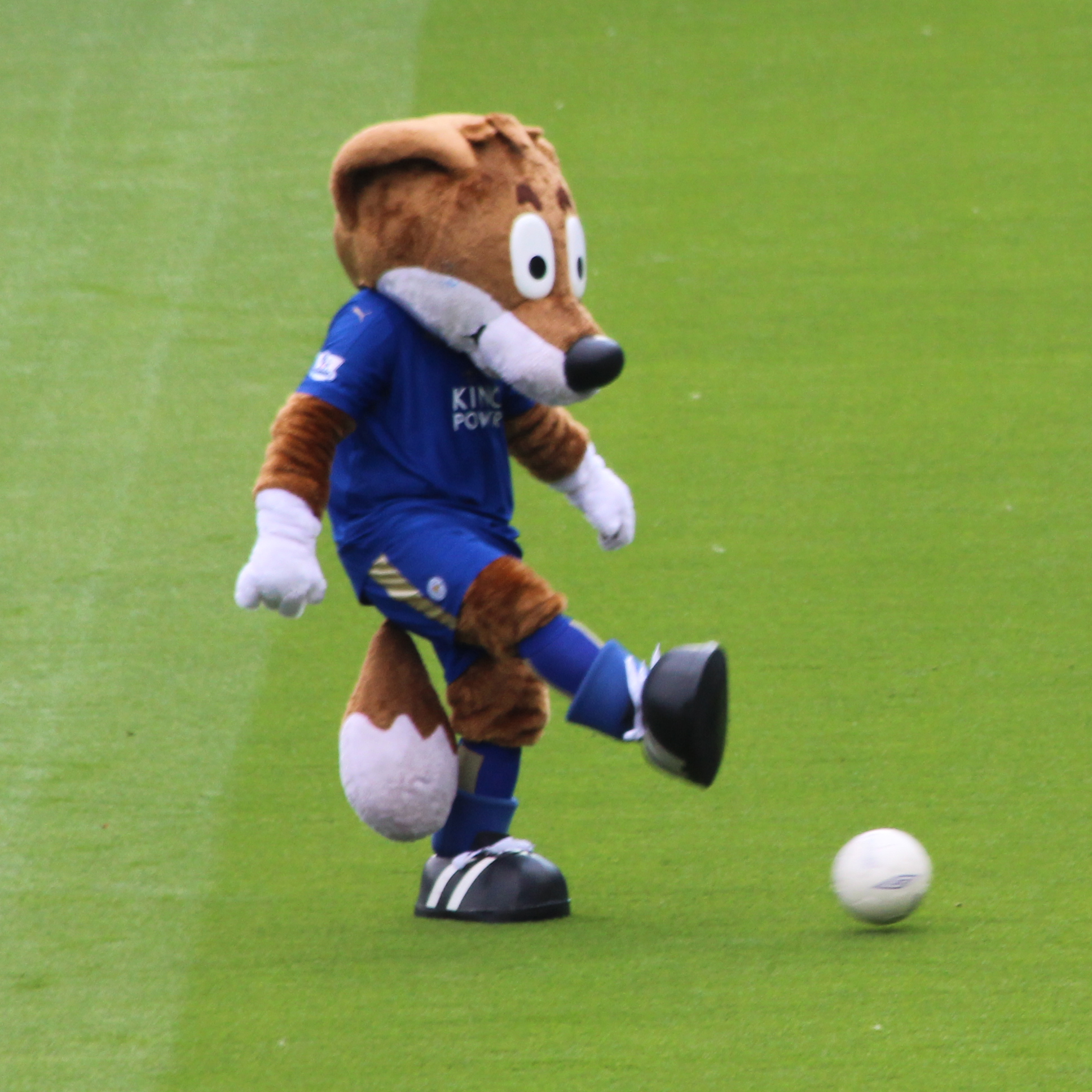
마스코트 '필버트 폭스'(Filbert Fox)

주요 마스코트는 '필버트 폭스'(Filbert Fox)고, '비키 빅슨'(Vicki Vixen)와 '커즌 데니스'(Cousin Dennis)도 함께 마스코트로 활동 중이다.

### 모토
모토(Motto)는 "Foxes Never Quit"(여우들은 절대 포기하지 않아)로 경기장으로 통하는 터널 입구에 써져있다.

### 스폰서
2018년 이후 현재, 레스터 시티의 유니폼은 아디다스가 제작하고 있다. 그 전에는 Bukta(1962–64, 1990–92), 애드미럴 스포츠웨어(1976–79, 1983–88), 엄브로(1979–83), 스코어라인(1988–90), 폭스 레저(1992–2000), 르꼬끄 스포르티브, JJB 스포츠 (2005–07), 자코(2007–09), 조마(2009–10) Burrada(2010–12), 푸마(2012–18)가 제작했다.
현재 레스터 시티의 소유 회사인 킹 파워와 유니폼 스폰서 계약을 맺어 유니폼에 킹 파워 마크를 볼 수 있다. 그 전에는, 1983년에 Ind Coope, 1987년부터 2001년까지는 영국의 제과업체인 워커스 크리스프 마크가 달려있었다. 존 불(John Bull), LG (2001–03), 얼라이언스 앤드 레스터{Alliance & Leicester)(2003–07), 톱스 타일스(Topps Tiles)(2007–09), 제솝스(Jessops)(2009–10), 로로스(Loros)(2009–10) 등 많은 기업들과 스폰서 계약을 맺었다.
2017-18 시즌동안 시암 상업은행(Siam Commercial Bank)이 첫 번째로 소매 스폰서가 되었다. 2018-19 시즌에는 비아 사이공(Bia Saigon)이 소매 스폰서가 되었다.

## 경기장

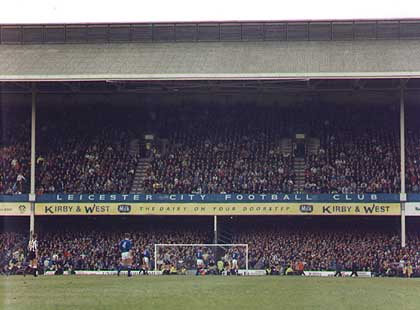
필버트 스트리트(Filbert Street)의 더블 데커(Double Decker) 스탠드

창단 초반에는 여러 경기장에서 경기했지만, 풋볼 리그에 참가한 후에는 단 2개의 경기장에서만 경기했다. 처음에는 파스 로드(Fosse Road) 근처의 경기장에서 시작했고, 그래서 처음 팀의 이름도 레스터 파스(Leicester Fosse)였다. 그리고 빅토리아 파크(Victoria Park)로 경기장을 옮겼다. 프로 팀이 되고 나서는 밀 레인(Mill Lane) 쪽으로 옮겼다. 하지만, 밀 레인에서 퇴출당해 새 경기장을 알아볼 동안에는 카운티 크리켓 그라운드(County Cricket ground)에서 경기했다. 그리고 1891년 필버트 스트리트(Filbert Street)의 부지를 구해 그쪽으로 옮겼다.
2002년에 필버트 스트리트에서 약 32,500석이 배치되어 있는 새로운 경기장인 워커스 스타디움(Walkers Stadium)으로 이전했다. 경기장의 이름에 '워커스'가 들어가는 이유는 제과업체 워커스랑 스폰서 계약을 맺었기 때문이다. 그 경기장에서 2003년 잉글랜드와 세르비아 몬테네그로의 친선 경기도 열렸다. 또, 자메이카와 브라질, 자메이카와 가나와의 친선 경기도 열렸다.
2010년 8월 19일, 새 구단주 킹 파워의 위차이 시와타나쁘라파는 경기장 이름을 '킹 파워 스타디움'으로 바꾸길 원했고, 수용 인원도 약 42,000명으로 늘릴 예정이었다. 그리고 2011년 7월 7일, 레스터 시티는 '워커스 스타디움'이 '킹 파워 스타디움'으로 명칭이 바뀔 것을 공식화했다.
2015년, 부회장 아이야왓 시와타나쁘라파(Aiyawatt Srivaddhanaprabha)는 경기장을 42,000석까지 확장 예정이라 밝혔고, 더 큰 경기장으로 이전할 계획도 고려한다 밝혔다. 2018년 4월, 킹 파워 스타디움 확장 및 개발 초기 계획이 발표되었다.

## 서포터
2002년 필버트 스트리트(Filbert Street)에서 지금의 경기장으로 이전할 때, 심지어 2008년 팀 역사상 처음으로 리그 원으로 강등될 때도 홈 관객 수가 20,000명으로 내려간 적이 없다. 잉글랜드 사람뿐만 아니라 전 세계적으로 레스터 시티를 응원하는 팬들이 많다.
레스터의 팬들은 유럽의 축구 팀인 VfL 보훔과 RSC 안데를레흐트의 팬들과 좋은 관계를 맺고 있다.

## 라이벌
레스터 시티의 팬들은 노팅엄 포리스트를 가장 큰 라이벌로 여긴다. 또 다른 라이벌로는 더비 카운티가 있으며 이 두팀들과의 경기는 이스트 미들랜드 더비라한다.
또, 약 40km 떨어진 코번트리 시티 FC도 라이벌로 여기며, 이 두 팀간의 경기를 두 도시가 M69 고속도로에서 연결되기 때문에 M69 더비라고 부른다.
이 외에도, 2015-16 시즌 프리미어리그 우승으로 인하여 막판에 우승에 실패한 토트넘 팬들이 한 설문조사에서 가장 싫어하는 팀 1위에 뽑혔다.

## 유럽 대회 성적
| 시즌    | 대회              | 라운드   | 클럽                 | 홈  | 원정 | 결과    |
| ------- | ----------------- | -------- | -------------------- | --- | ---- | ------- |
| 1961–62 | UEFA 컵위너스컵   | 예선     | 글레너번             | 3–1 | 4–1  | 7–2     |
| 1961–62 | UEFA 컵위너스컵   | 1라운드  | 아틀레티코 마드리드  | 1–1 | 0–2  | 1–3     |
| 1997–98 | UEFA컵            | 1라운드  | 아틀레티코 마드리드  | 0–2 | 1–2  | 1–4     |
| 2000–01 | UEFA컵            | 1라운드  | FK 츠르베나 즈베즈다 | 1–1 | 1–3  | 2–4     |
| 2016–17 | UEFA 챔피언스리그 | 조별리그 | 포르투               | 1–0 | 0–5  | G조 1위 |
| 2016–17 | UEFA 챔피언스리그 | 조별리그 | 클럽 브뤼허          | 2–1 | 3–0  | G조 1위 |
| 2016–17 | UEFA 챔피언스리그 | 조별리그 | 코펜하겐             | 1–0 | 0–0  | G조 1위 |
| 2016–17 | UEFA 챔피언스리그 | 16강     | 세비야               | 2–0 | 1–2  | 3–2     |
| 2016–17 | UEFA 챔피언스리그 | 8강      | 아틀레티코 마드리드  | 1–1 | 0–1  | 1–2     |

## 역대 성적

### 리그
- 풋볼리그 1부/프리미어리그 (1부리그)

● 우승 (1회) : 2015-16
● 준우승 (1회) : 1928-29
- 풋볼 리그 2부/풋볼리그 챔피언십 (2부리그)

● 우승 (8회) : 1924-25, 1936-37, 1953-54, 1956-57, 1970-71, 1979-80, 2013-14, 2023-24
● 준우승 (1회) : 1907-08, 2002-03
플레이오프 우승 (2회) : 1993-94, 1995-96
- 풋볼 리그 1 (3부리그)

● 우승 (1회) : 2008-09

### 컵
- FA컵

● 우승 (1회) : 2020-21
● 준우승 (4회) : 1948–49, 1960–61, 1962–63, 1968–69
- 풋볼 리그 컵

● 우승 (3회) : 1963-64, 1996-97, 1999-2000
● 준우승 (2회) : 1964-65, 1998-99
- FA 채리티 실드/FA 커뮤니티 실드

● 우승 (2회) : 1971, 2021
● 준우승 (1회) : 2016

### 유럽 대회
- UEFA 챔피언스리그
  - 8강 : 2016-17

- UEFA 유로파컨퍼런스리그
  - 4강 : 2021-22

## 기록과 통계
레스터에서 출전 횟수가 가장 많은 선수는 수비수로 뛰었던 그레이엄 크로스(Graham Cross)로 1960년부터 1976년까지 총 599경기를 뛰었다. 그 다음은 애덤 블랙으로 1920년부터 1935년까지 총 557경기를 뛰었다.
아서 챈들러(Arthur Chandler)는 역대 레스터 선수 중 가장 많은 골을 기록한 선수다.(419경기 273골, 1923-1935년) 한 시즌에 가장 많은 골을 기록한 선수는 아서 로울리(Arthur Rowley)다.(1956-57 시즌, 44골)
제이미 바디는 11경기 연속 13골을 터뜨리면서 루드 반 니스텔루이의 프리미어리그 기록을 깼다.
2016년 스포르팅 CP에서 영입한 이슬람 슬리마니의 이적료는 2900만 파운드로 구단 내 최고 영입 금액이며, 구단 내 최고 방출 금액은 맨체스터 유나이티드로 이적한 해리 매과이어의 이적료로 8500만 파운드다.
공식 기록 상 최다 관중은 1928년 FA컵 5라운드 필버트 스트리트에서 열린 토트넘 홋스퍼와의 경기에서 기록한 47,298명이다. 현재의 구장인 킹 파워 스타디움에서의 최다 관중은 2015년 8월 8일에 열린 선덜랜드 AFC와의 경기로 32,242명을 기록했다.
레스터 시티의 리그 최고 성적은 2015-16시즌에 프리미어리그 우승을 달성한 것이고, 최하 성적은 2008-09 시즌에 리그 원에서 우승을 달성한 것이다. 맨체스터 시티와 함께 2부리그 최다 우승을 기록하고 있다.(7회 우승)
최다연속무패 기록은 리그 원에서 2008년 11월 1일부터 2009년 3월 7일까지 연속 23경기 무패를 달성했다. 최다연속승리 기록은 챔피언십에서 2013년 12월 21일부터 2014년 2월 1일까지 연속 9경기 승리를 달성했다.

### 과거 레스터 시티에서 뛰었던 선수

#### 최다 출장 기록
| 순위 | 이름            | 기간      | 출장 횟수 |
| ---- | --------------- | --------- | --------- |
| 1    | 그레이엄 크로스 | 1961–1975 | 599       |
| 2    | 애덤 블랙       | 1920–1935 | 557       |
| 3    | 휴 애드콕       | 1961–1975 | 460       |
| 3    | 마크 월링턴     | 1972–1985 | 460       |
| 5    | 스티브 월시     | 1986–2000 | 450       |
| 6    | 아서 챈들러     | 1923–1935 | 419       |
| 7    | 존 쇼버그       | 1958–1973 | 413       |
| 8    | 맬 그리피스     | 1939–1956 | 409       |
| 9    | 스티브 휘트워스 | 1969–1979 | 400       |
| 10   | 앤디 킹         | 2007–2020 | 379       |

#### 주장
| 기간      | 이름              |
| --------- | ----------------- |
| 1987–1992 | 앨리 모클렌       |
| 1992–1993 | 스티브 월시       |
| 1993–1994 | 게리 밀스         |
| 1995–1996 | 개리 파커         |
| 1996–1999 | 스티브 월시       |
| 1999–2005 | 맷 엘리엇         |
| 2005–2006 | 대니 티아토       |
| 2006–2007 | 패트릭 매카시     |
| 2007–2008 | 스티븐 클레먼스   |
| 2008–2011 | 맷 오클리         |
| 2011–2012 | 맷 밀스           |
| 2012–2021 | 웨스 모건         |
| 2021–     | 카스페르 슈마이켈 |

#### 올해의 선수
레스터 시티의 올해의 선수상은 매 시즌 말에 서포터들에 의해 투표된다.
| 연도      | 수상자          |
| --------- | --------------- |
| 1987–88   | 스티브 월시     |
| 1988–89   | 앨런 패리스     |
| 1989–90   | 게리 밀스       |
| 1990–91   | 토니 제임스     |
| 1991–92   | 앤디 타운젠드   |
| 1992–93   | 콜린 힐         |
| 1993–94   | 사이먼 그레이슨 |
| 1994–95   | 케빈 풀         |
| 1995–96   | 개리 파커       |
| 1996–97   | 사이먼 그레이슨 |
| 1997–98   | 맷 엘리엇       |
| 1998–99   | 토니 코티       |
| 1999–2000 | 게리 태가트     |
| 2000–01   | 로비 세비지     |

| 연도    | 수상자            |
| ------- | ----------------- |
| 2001–02 | 로비 세비지       |
| 2002–03 | 폴 디코프         |
| 2003–04 | 레스 퍼디낸드     |
| 2004–05 | 대니 티아토       |
| 2005–06 | 조이 그뷔드욘손   |
| 2006–07 | 이언 흄           |
| 2007–08 | 리차드 스티어맨   |
| 2008–09 | 스티브 하워드     |
| 2009–10 | 잭 홉스           |
| 2010–11 | 리치 웰런스       |
| 2011–12 | 카스퍼 슈마이켈   |
| 2012–13 | 웨스 모건         |
| 2013–14 | 대니 드링크워터   |
| 2014–15 | 에스테반 캄비아소 |

| 연도    | 수상자            |
| ------- | ----------------- |
| 2015–16 | 리야드 마레즈     |
| 2016–17 | 카스퍼 슈마이켈   |
| 2017–18 | 해리 매과이어     |
| 2018-19 | 히카르두 페레이라 |
| 2019-20 | 제이미 바디       |
| 2020-21 | 유리 틸레만스     |
| 2021-22 | 제임스 매디슨     |

#### 월드컵 출전 선수
다음 선수는 레스터에 소속될 당시 월드컵에 참여했던 선수다.
- 존 앤더슨 (1954)
- 윌리 커닝엄 (1958)
- 켄 릭 (1958)
- 고든 뱅크스 (1966)
- 존 오닐 (1982, 1986)
- 폴 램지 (1986)
- 게리 매캘리스터 (1990)
- 데이비드 켈리 (1990)
- 맷 엘리엇 (1998)
- 케이시 켈러 (1998)
- 머지 이제트 (2002)
- 리야드 마레즈 (2014)
- 이슬람 슬리마니 (2014)
- 카스퍼 슈마이켈 (2018)
- 해리 매과이어 (2018)
- 제이미 바디 (2018)
- 오카자키 신지 (2018)
- 윌프레드 은디디 (2018)
- 켈레치 이헤아나초 (2018)
- 아흐메드 무사 (2018)
- 아드리엥 실바 (2018)
- 히카르두 페레이라 (2018)
- 요안 베날루안 (2018)
- 유리 틸레만스 (2018)

## 선수

### 1군 명단
2025년 7월 1일 기준
참고: FIFA 자격 규정에 따라 소속된 국가대표팀 국기를 표시합니다. 선수는 복수의 FIFA 비회원국 국적을 가지고 있을 수 있습니다.
| 번호 | 포지션 | 국적       | 이름                |
| ---- | ------ | ---------- | ------------------- |
| 2    | DF     | 잉글랜드   | 제임스 저스틴       |
| 3    | DF     |            | 바우트 파스         |
| 4    | DF     | 잉글랜드   | 코너 코디           |
| 5    | DF     |            | 칼레브 오콜리       |
| 6    | MF     | 나이지리아 | 윌프레드 은디디     |
| 7    | FW     | 가나       | 압둘 파타우         |
| 8    | MF     | 잉글랜드   | 해리 윙크스         |
| 10   | FW     | 잉글랜드   | 스테피 마비디디     |
| 11   | MF     | 모로코     | 빌랄 엘 카누스      |
| 14   | FW     | 자메이카   | 바비 데코르도바리드 |
| 16   | DF     |            | 빅토르 크리스티안센 |
| 17   | MF     | 방글라데시 | 함자 초우두리       |
| 18   | FW     | 가나       | 조르당 아유         |
| 20   | FW     | 잠비아     | 팻슨 다카           |
| 21   | DF     | 포르투갈   | 히카르두 페레이라   |
| 22   | MF     | 잉글랜드   | 올리버 스킵         |
| 23   | DF     |            | 야니크 베스테르고르 |
| 24   | MF     |            | 부바카리 수마레     |
| 30   | GK     |            | 마스 헤르만센       |
| 33   | DF     | 잉글랜드   | 루크 토마스         |
| 34   | MF     | 잉글랜드   | 마이클 골딩         |
| 35   | FW     | 아일랜드   | 케이시 매카티어     |
| 37   | MF     | 잉글랜드   | 윌 알베스           |
| 41   | GK     |            | 야쿠프 스톨라르치크 |

| 번호 | 포지션 | 국적 | 이름 |
| ---- | ------ | ---- | ---- |

### 임대 선수 명단
참고: FIFA 자격 규정에 따라 소속된 국가대표팀 국기를 표시합니다. 선수는 복수의 FIFA 비회원국 국적을 가지고 있을 수 있습니다.
| 번호 | 포지션 | 국적     | 이름                                 |
| ---- | ------ | -------- | ------------------------------------ |
| 15   | DF     |          | 해리 수타 (셰필드 유나이티드로 임대) |
| 26   | DF     | 잉글랜드 | 벤 넬슨 (옥스퍼드 유나이티드로 임대) |
| 27   | MF     | 포르투갈 | 와냐 마르샬 (더 흐라프스합으로 임대) |

| 번호 | 포지션 | 국적     | 이름                            |
| ---- | ------ | -------- | ------------------------------- |
| 28   | FW     | 아일랜드 | 톰 캐넌 (스토크 시티로 임대)    |
| 44   | MF     | 잉글랜드 | 새미 브레이브루크 (던디로 임대) |

## 역대 감독
| 감독                | 임기        |
| ------------------- | ----------- |
| 마틴 오닐           | 1995 ~ 2000 |
| 파울루 소자         | 2010        |
| 클라우디오 라니에리 | 2015 ~ 2017 |
| 솔 캠벨             | 2019 ~ 2020 |
| 브렌던 로저스       | 2019 ~ 2023 |

## 코칭 스태프
2023년 4월 10일 기준
| 직위            | 이름          |
| --------------- | ------------- |
| 감독            | 공석          |
| 수석 코치       | 공석          |
| 1군 코치        | 애덤 새들러   |
| 골키퍼 코치     | 마이크 스토웰 |
| 피트니스 코치   | 크리스 쇼트   |
| 수석 스카우터   | 데이비드 밀스 |
| 풋볼 디렉터     | 존 루드킨     |
| 수석 물리치료사 | 데이브 레니   |

## 클럽 이사회
2019년 10월 28일 기준
| 직위                          | 이름                    |
| ----------------------------- | ----------------------- |
| 회장                          | 아이야왓 시와타나쁘라파 |
| 이사                          | 아피쳇 시와타나쁘라파   |
| 최고 경영자                   | 수전 웨일런             |
| 최고재무관리자                | 심슨 캐퍼               |
| 풋볼 디렉터                   | 존 루드킨               |
| 풋볼 오퍼레이션 디렉터        | 앤드루 네빌             |
| 커머셜 디렉터                 | 조너선 그레고리         |
| 인프라 디렉터                 | 매그스 머나             |
| 법무 자문위원                 | 캐럴라인 맥그로리       |
| 오퍼레이션 디렉터/안전 관리자 | 케빈 바클레이           |
| 홍보 관리자                   | 앤서니 헐리히           |